# Albrecht De Vriendt
Albrecht Frans Lieven De Vriendt (französisch Albert François Lieven De Vriendt, * 8. Dezember 1843 in Gent; † 14. Oktober 1900 in Antwerpen) war ein belgischer Maler, der für Genreszenen, Historiengemälde, Interieurs und Porträts bekannt war. Er war auch als Autor, Verleger, Kopist, Aquarellmaler und Radierer tätig. Er beteiligte sich an der monumentalistischen Bewegung in Belgien und setzte die Tradition der belgischen romantisch-historischen Schule fort, lange nachdem diese in seinem Land und im Ausland aufgegeben worden war.

## Leben
Albrecht De Vriendt war der Sohn des Dekorationsmalers Jan Bernard de Vriendt (1809–1868) und Anna Rosalia Ghiert. Sein Vater war ein Dekorationsmaler, der vor allem für Landschaften und Stillleben bekannt war. Albrechts zwei Jahre älterer Bruder Juliaan De Vriendt und seine drei Jahre ältere Schwester Clementine De Vriendt wurden ebenfalls Maler. Er und seine Geschwister wurden zunächst von ihrem Vater ausgebildet, der sein Interesse an flämischer Kunst und Sprache an seine Kinder weitergab. Schon in jungen Jahren half er seinem Vater bei einigen seiner dekorativen Projekte. Ab 1861 stellte er einige seiner frühen Werke aus. Im Jahr 1865 zog er nach Antwerpen, wo sein Bruder bereits lebte. Hier lernte er bei dem Maler Victor Lagye. Während seiner Zeit in Antwerpen geriet er unter den Einfluss des bedeutendsten belgischen Historienmalers jener Zeit, Jan August Hendrik Leys.

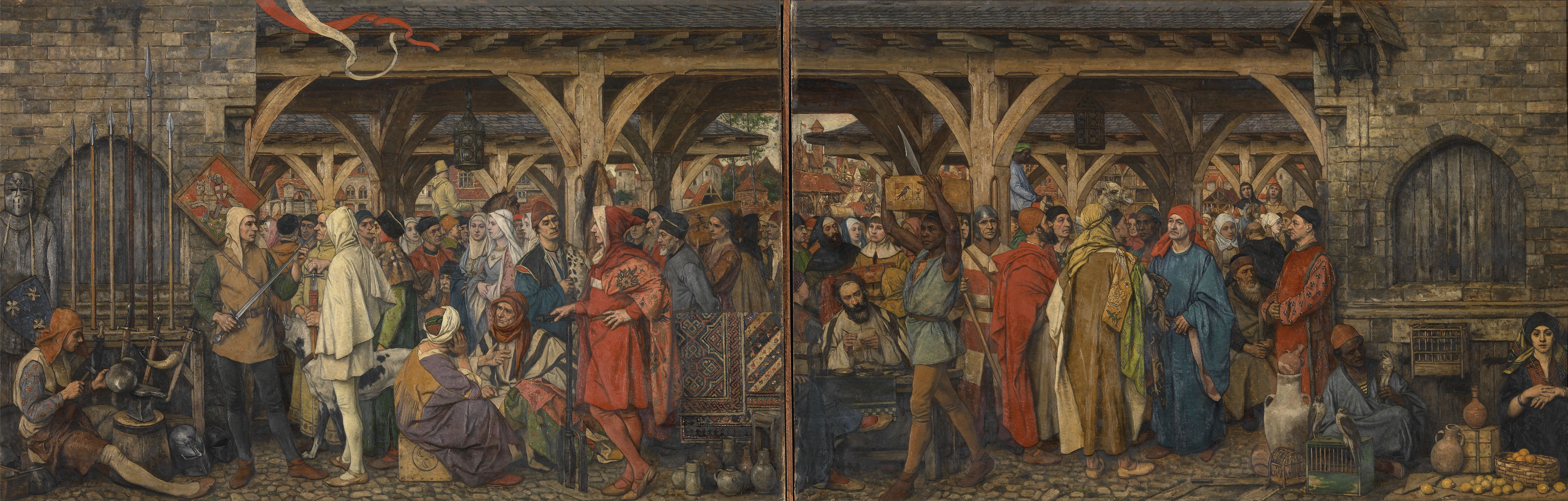
Jahrmarkt

Nach einer kurzen Rückkehr nach Gent zog Albrecht nach Brüssel, wo er sich niederließ. Hier heiratete er im Jahr 1880 Laure Fiévé. Das Paar hatte fünf Kinder. Mit seinem Bruder Juliaan unternahm er eine Reihe von Reisen. Im Jahr 1869 besuchten sie Deutschland. Im Jahr 1880 reiste Albrecht nach Italien. Im selben Jahr reisten die Brüder durch Ägypten und Palästina. Zahlreiche Studien, Aquarelle und Pastellzeichnungen aller Art und Größe sowie ein originalgetreu ausgeführtes und ein gemeinsam geschaffenes Panorama mit dem Titel Der Tod Christi waren die Früchte dieser Reise.
In der Zwischenzeit wuchs Albrechts künstlerisches Ansehen. Der Künstler war Mitglied in verschiedenen Akademien und Gesellschaften. Außerdem erhielt er mehrere Auszeichnungen. Seine Werke wurden von Museen in Belgien und im Ausland angekauft, darunter auch das Museum für Kunst und Kultur der Niederlande. 1894 wurde er zum Kommandeur des Leopoldordens, zum Großoffizier des Ordens von Isabella der Katholischen und zum Kommandeur des Verdienstordens des Heiligen Michael ernannt. Albrecht wurde auch zum Mitglied der Provinzialkommission der Königlichen Denkmalkommission ernannt und beriet in dieser Funktion öffentliche Kunstprojekte. Die Brüder Albrecht und Juliaan teilten sich ein Haus, in dem sie beide ein Atelier hatten. Diese räumliche Nähe erklärt wahrscheinlich die stilistische Ähnlichkeit zwischen den Werken der beiden Brüder.

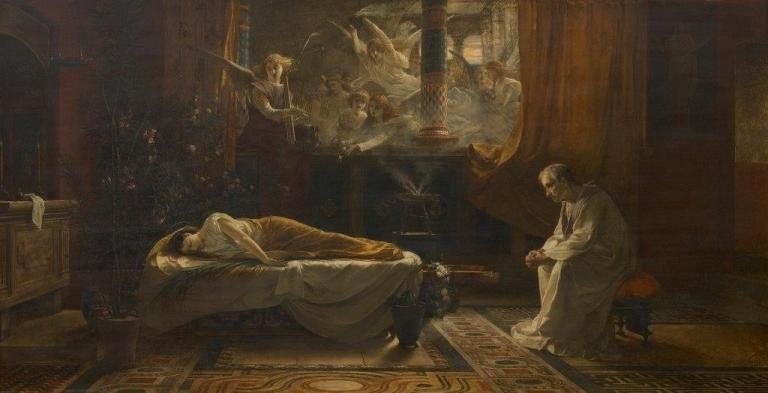
Aufbahrung der heiligen Cäcilie

Nach dem Tod von Charles Verlat wurde Albrecht De Vriendt 1891 zum Direktor der Königlichen Akademie der Schönen Künste in Antwerpen ernannt. Im Jahr 1894 wurde er zum Professor des Nationalen Hochschulinstituts für Schöne Künste Antwerpen ernannt, das 1885 als Postgraduiertenstudiengang für Kunst gegründet worden war. Albrecht widmete sich ganz seinen akademischen Aufgaben.
Ab Mitte der 1850er Jahre begann die belgische Regierung, die monumentale Kunst in Belgien zu fördern. Sie gewährte Künstlern finanzielle Unterstützung für verschiedene Projekte. Die Förderung von Monumentalkunst, die sich mit Episoden aus der belgischen Nationalgeschichte befasst, wurde von der Regierung des jungen belgischen Staates als wichtiges Mittel zur Schaffung einer nationalen Identität angesehen. Vor allem der belgische Premierminister Charles Rogier unterstützte diese Bewegung. Jean-François Portaels und Jean Baptiste van Eycken, beide Schüler von François-Joseph Navez, trugen dazu bei, die Bewegung des Monumentalismus in Belgien in Gang zu setzen. Sie führten in Belgien neue Freskotechniken wie die Wasserglasmalerei ein, die sie im Ausland studiert hatten. Die Bewegung des Monumentalismus wurde später von Künstlern wie Jan Swerts und Godefried Guffens aufgegriffen, die diese Bewegung in Deutschland kennengelernt hatten. Auch Albrecht de Vriendt und sein Bruder Juliaan beteiligten sich an der monumentalen Kunstbewegung. Eines der Projekte, an denen sie arbeiteten, war die Ausschmückung des gotischen Saals im Rathaus von Brügge, ein Werk, das nach seinem Tod von seinem Sohn Samuel De Vriendt und seinem Bruder Juliaan vollendet wurde. In seiner Funktion als Mitglied der Provinzkommission der Königlichen Denkmalkommission beriet er auch regelmäßig bei verschiedenen Projekten zur Renovierung von Denkmälern in Belgien.
Als er 1900 starb, übernahm sein Bruder das Amt des Direktors der Antwerpener Akademie.
Zu seinen Schülern gehörten Pieter Franciscus Dierckx, Frans Mortelmans, Isidoor Opsomer, Jan Brouwer Bogaerts, Willem van Barend Dort (sen.), Albert Geudens, Gerrit David Gratama, Georges Lemmers, Simon Maris, Johan Sikemeier, Piet Slager (jun.), Julien Stappers, Hendrik Jan Wolter, Jacques Zon und Emile Rommelaere.

## Werke

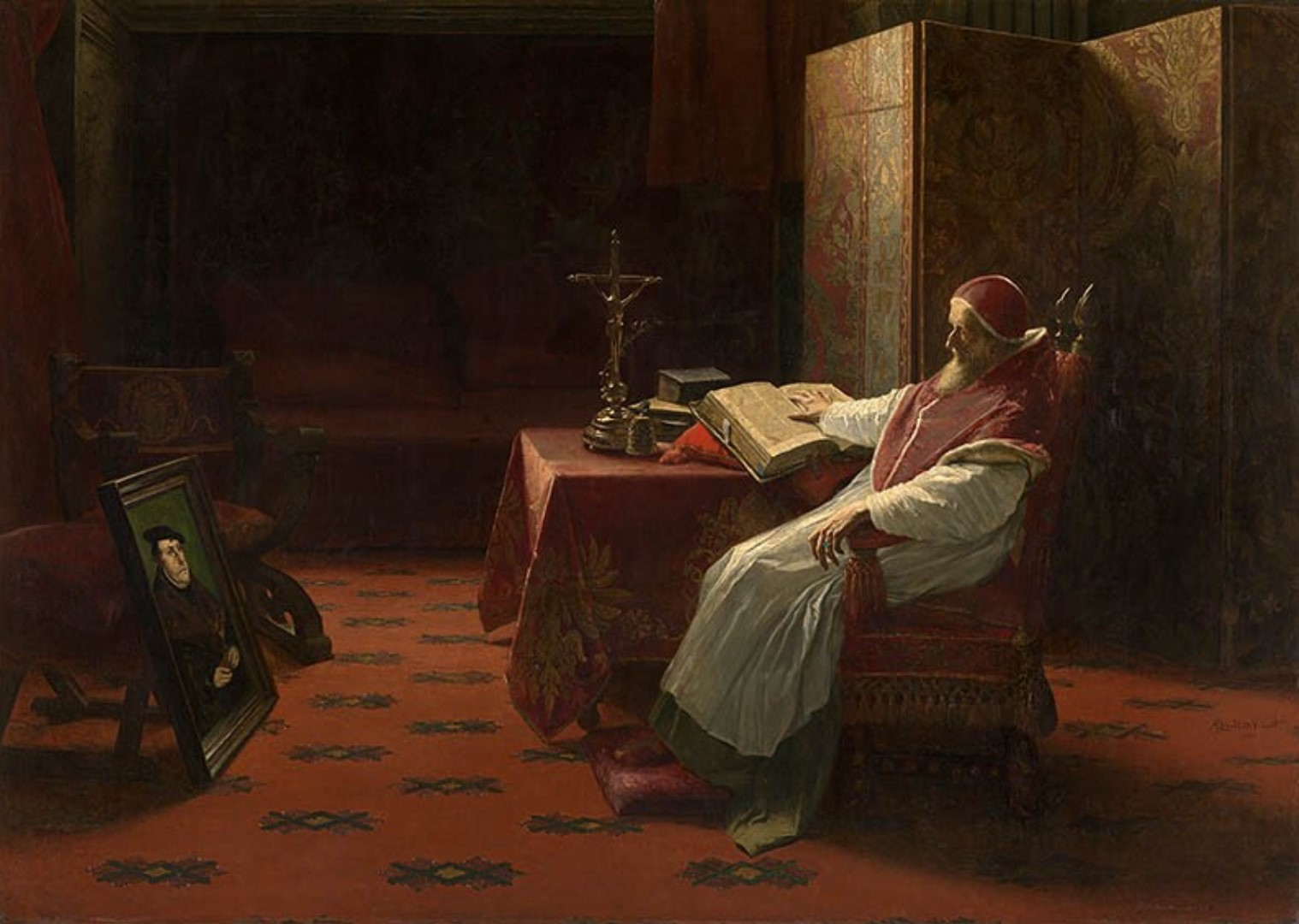
Papst Paul III. vor dem Porträt Luthers

Albrecht De Vriendts Hauptthema war die glorreiche belgische und flämische Geschichte des 15. bis 17. Jahrhunderts. Er setzte damit die Tradition der belgischen romantisch-historischen Schule fort, die wichtige historische Ereignisse der belgischen Geschichte, die als Schlüssel zur nationalen Identität des Landes angesehen wurden, zum Gegenstand ihrer Werke machte. Die Bewegung hatte in den 1830er Jahren mit Malern wie Gustave Wappers, Louis Gallait, Ernest Slingeneyer, Nicaise de Keyser und anderen kleineren Persönlichkeiten begonnen, die in der Regel in Paris ausgebildet worden waren, wo sie mit der neuen romantischen Bewegung in Kontakt gekommen waren. Im Gegensatz zu ihren französischen Vorbildern wie Eugène Delacroix waren ihre Werke zwar farbenfroh, doch fehlte es ihnen an echtem romantischem Schwung, und sie wurden vom Establishment, das die Künstler mit Aufträgen und Belohnungen belohnte, schnell wieder eingefangen. Ein Beispiel für sein Werk in diesem Genre ist die Verleihung des Ordens vom Goldenen Vlies durch Philipp I. an seinen Sohn Karl (1880, Brooklyn Museum), die anlässlich des 50-jährigen Jubiläums der Unabhängigkeit Belgiens gemalt wurde. De Vriendt beweist in diesem Werk sein Geschick bei der Wiedergabe von Stoffen und seine Sensibilität bei der Darstellung des verwirrten Gesichtsausdrucks des kleinen Karls.

## Galerie

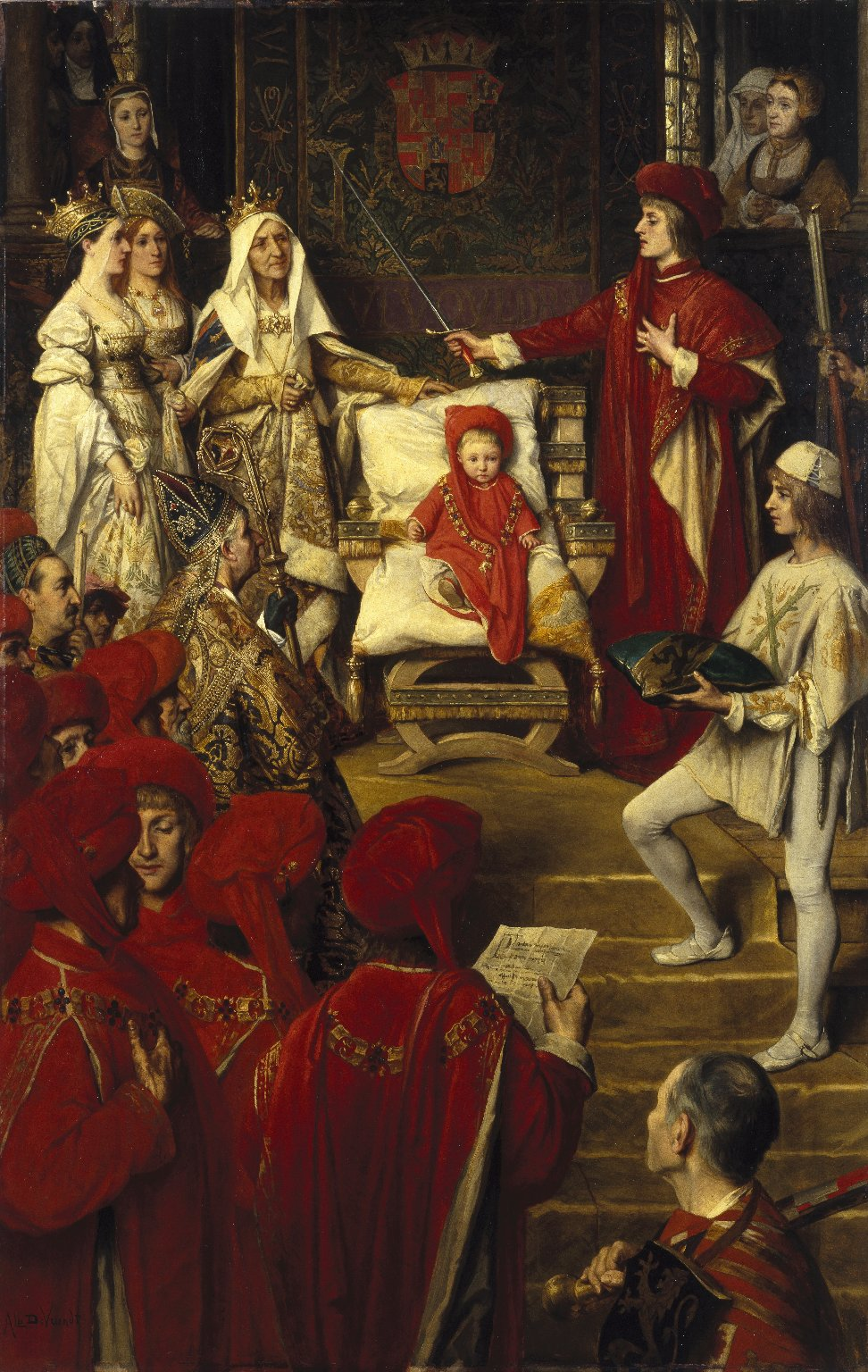
Philip I. überträgt seinem Sohn Karl den Orden des Goldenen Vlieses
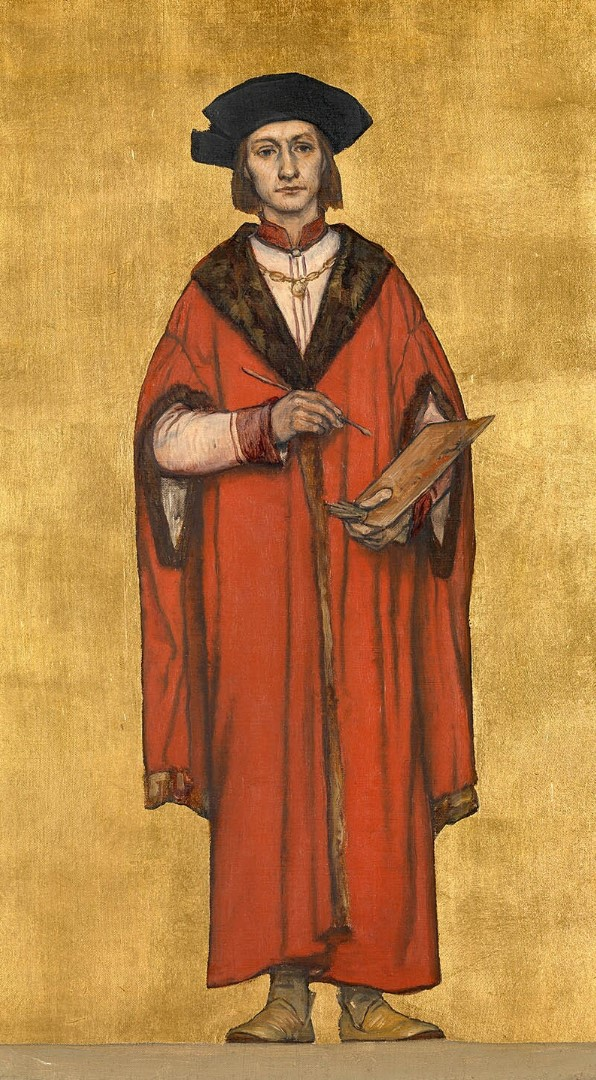
Jan van Eyck
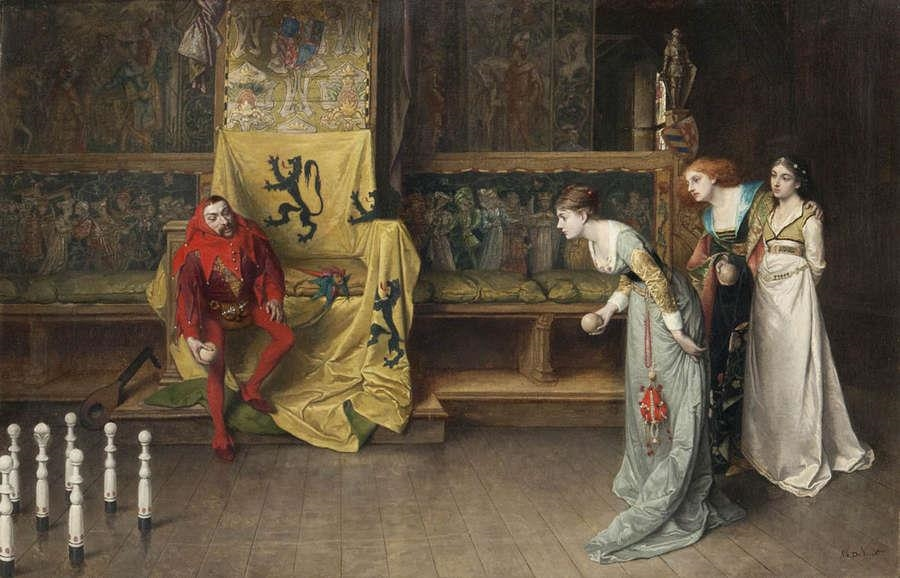
Hofspiele des 15. Jahrhunderts
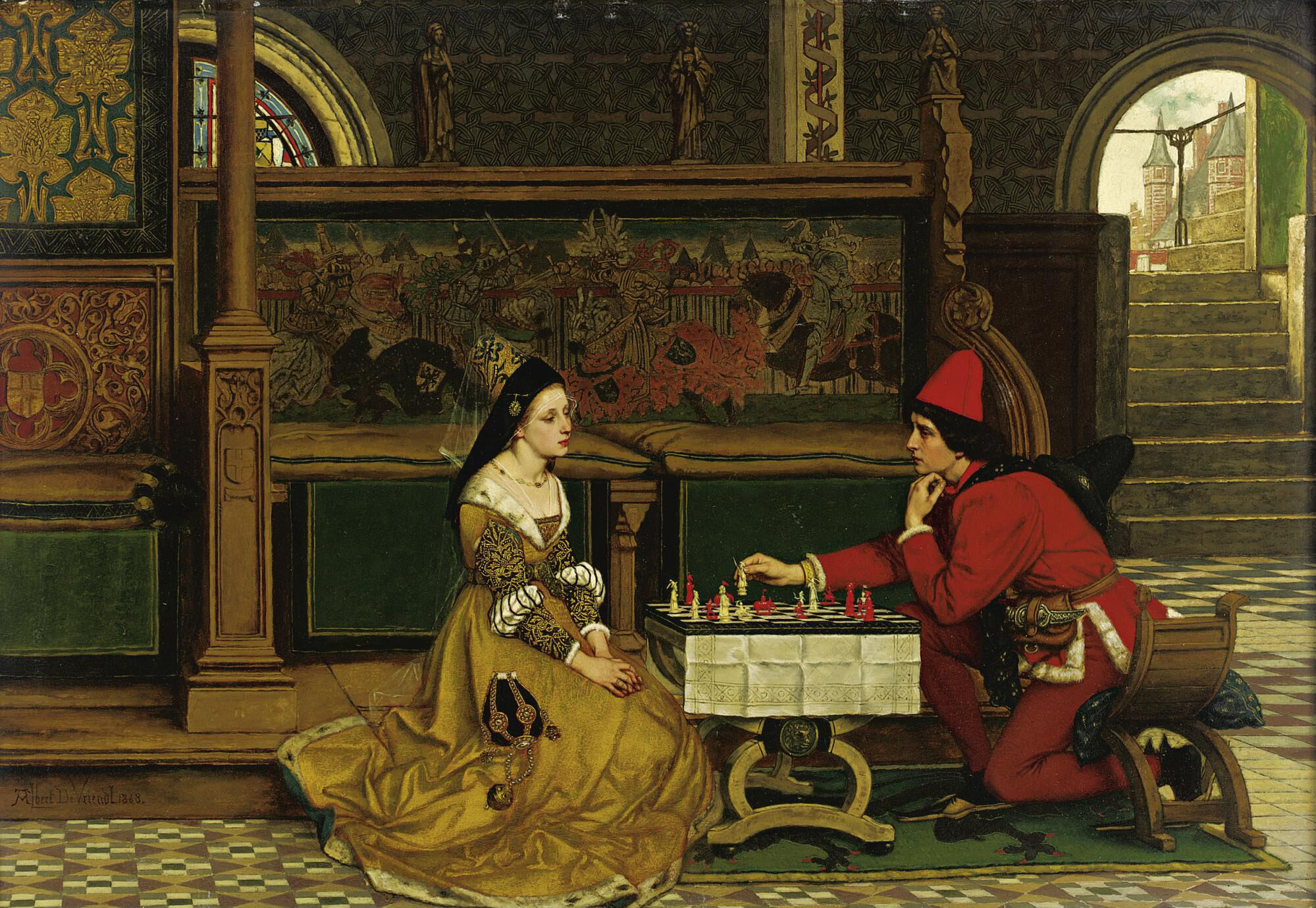
Sein Zug
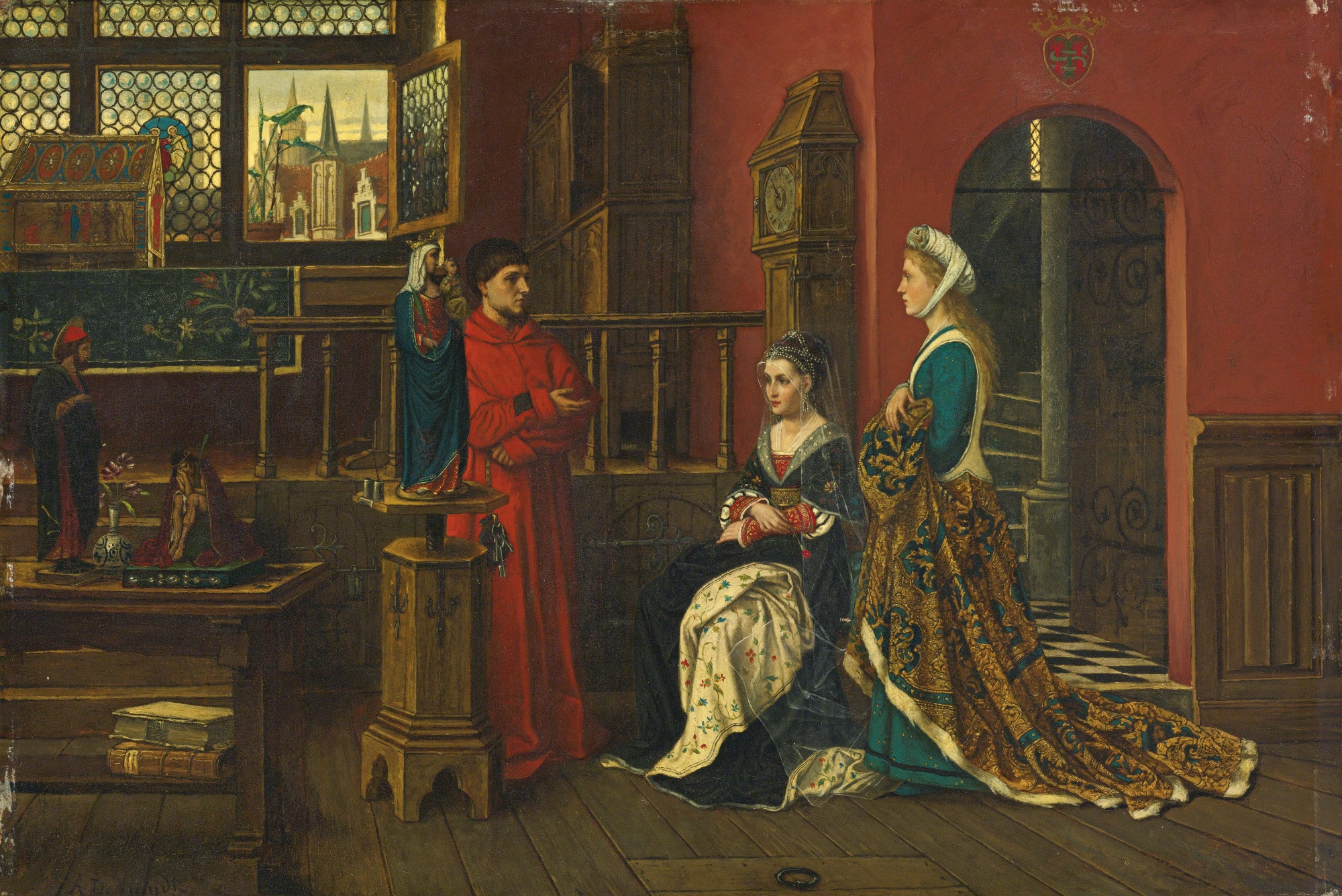
Königin mit Hofdame